# Sorbus borbasii
Sorbus borbasii är en rosväxtart som beskrevs av Javorka. Sorbus borbasii ingår i släktet oxlar, och familjen rosväxter. Inga underarter finns listade i Catalogue of Life.

## Bildgalleri

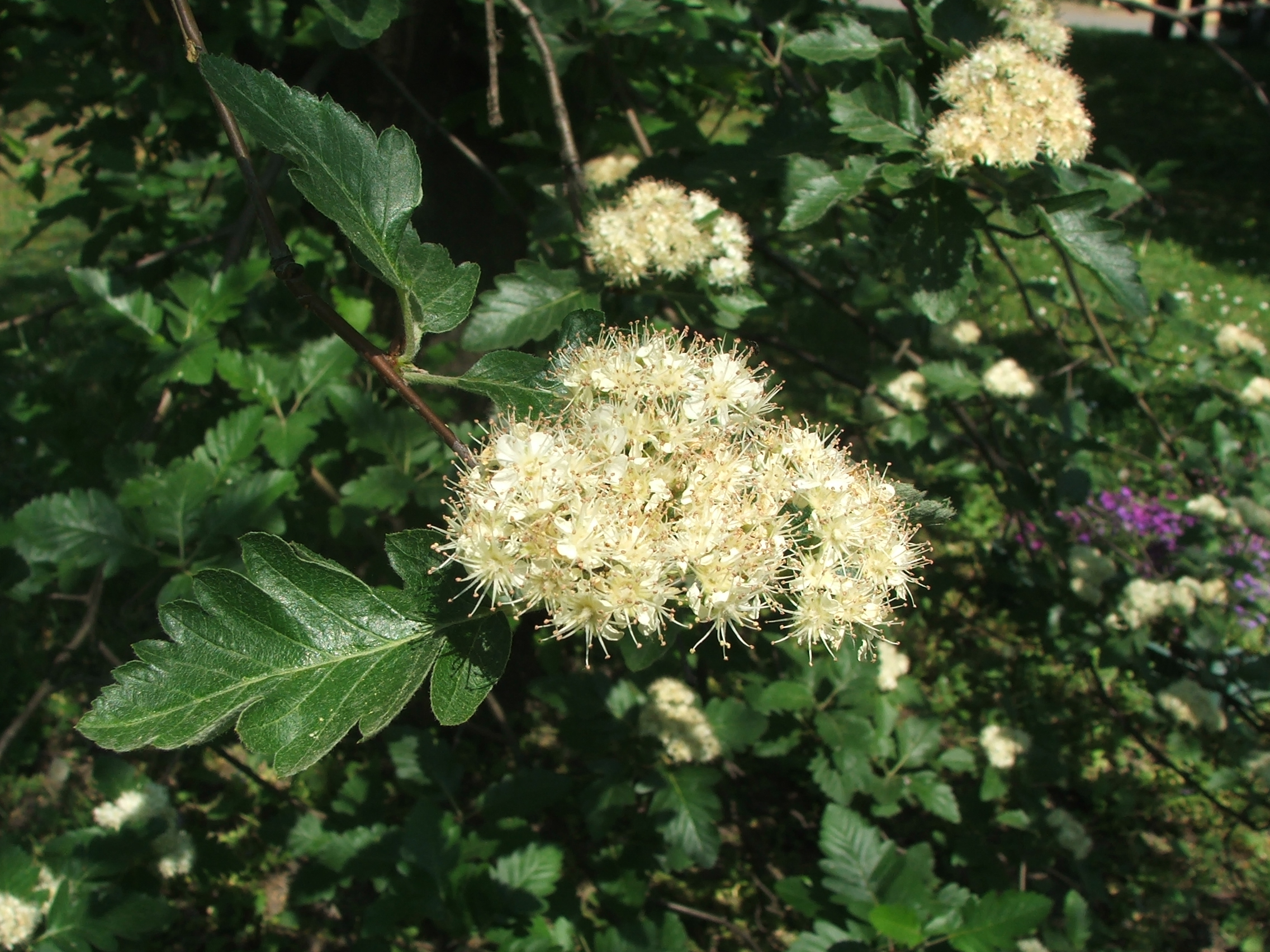
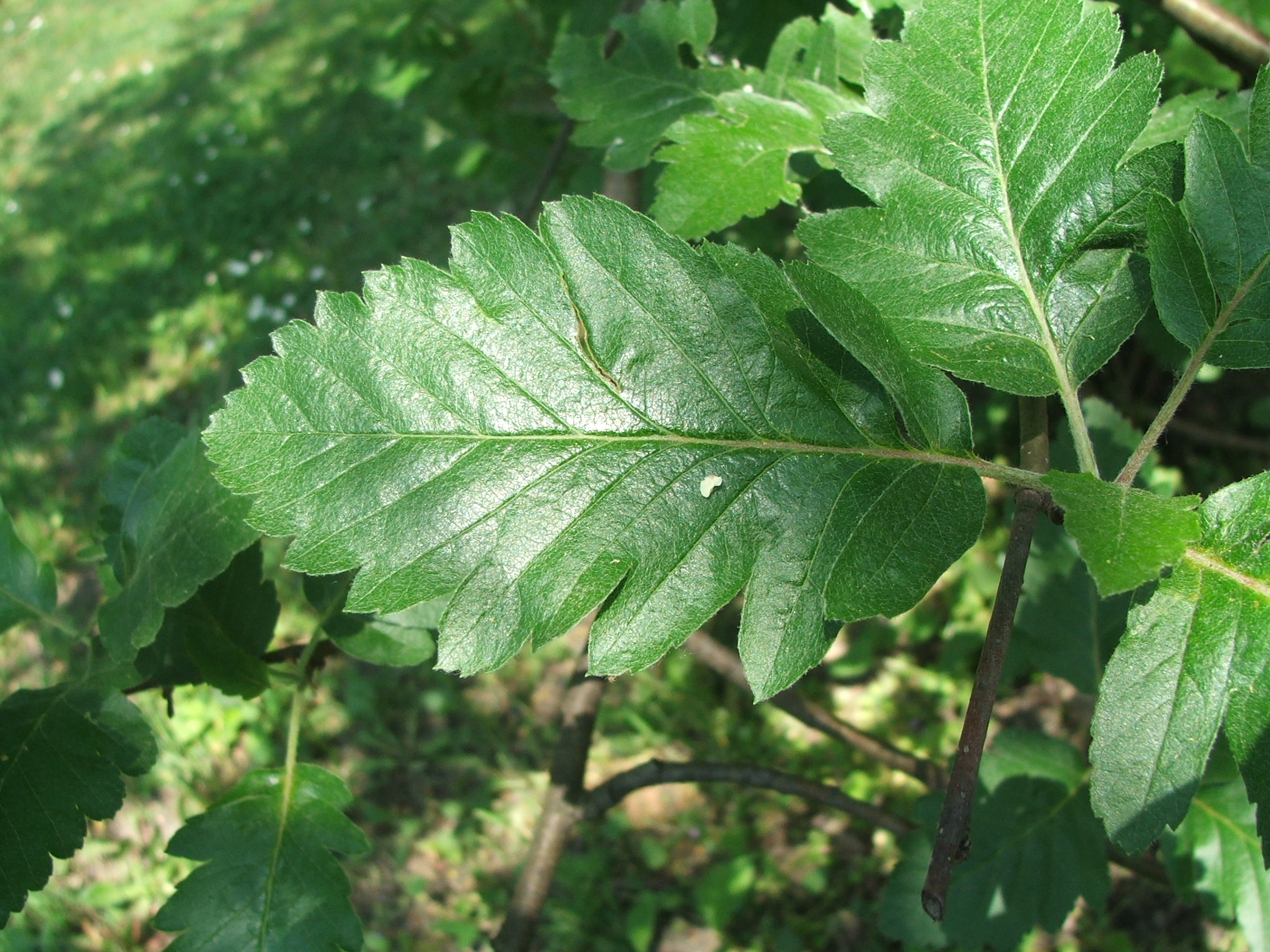